# Фаут, Геральд
Геральд Фаут (нем. Gerald Fauth; род. 1959, Дрезден) — немецкий пианист и музыкальный педагог.
Окончил Дрезденскую высшую школу музыки (1983), ученик Амадеуса Веберзинке. Затем учился в аспирантуре в Московской консерватории (у Льва Власенко и Михаила Плетнёва) и в Академии искусств ГДР (у Дитера Цехлина). В 1988 году выиграл Международный конкурс имени Иоганна Себастьяна Баха в Лейпциге.
Как ансамблист в 1987—2014 гг. выступал в составе фортепианного трио Ex Aequo. На протяжении многих лет выступал в дуэте со скрипачкой Катрин Шольц и с виолончелистом Михаэлем Зандерлингом, записал с первой сонаты Иоганнеса Брамса, Сезара Франка и Отторино Респиги, со вторым — сонаты Фридерика Шопена и Сергея Прокофьева. Среди сольных записей Фаута — произведения Фиделио Финке.
С 1992 года преподавал фортепиано и камерный ансамбль в Берлинской высшей школе музыки имени Эйслера, с 2001 года — в Лейпцигской высшей школе музыки и театра, заведовал кафедрой фортепиано, с 2015 года проректор по учебной и научной работе, с 2020 года ректор.